# Copa Internacional de Tenis de Mexico
La Copa Internacional de Tenis de Mexico è stato un torneo professionistico maschile di tennis giocato su campi in cemento. Faceva parte dell'ATP Challenger Tour. Si è giocata la sola edizione del 2013 al Sayavedra Racquet Club di Città del Messico, in Messico.

## Albo d'oro

### Singolare
| Anno | Campione      | Finalista        | Punteggio     |
| ---- | ------------- | ---------------- | ------------- |
| 2013 | Andrej Martin | Adrian Mannarino | 4–6, 6–4, 6–1 |

### Doppio
| Anno | Campioni                    | Finalisti                      | Punteggio        |
| ---- | --------------------------- | ------------------------------ | ---------------- |
| 2013 | Carsten Ball Chris Guccione | Jordan Kerr John-Patrick Smith | 6–3, 3–6, [11–9] |